# Orito
Orito ist eine Gemeinde (municipio) im südwestlichen Kolumbien im Departamento de Putumayo an der Grenze zu Ecuador.

## Geografie
Orito ist der zweitgrößte Ort im Departamento Putumayo und liegt auf etwa 500 m Seehöhe zwischen der Ostabdachung der Cordillera Real und dem Urwaldgebiet am Río Putumayo. An den Höhenrücken über dessen Quellfluss Río Guamuez liegen noch weitere zur Gemeinde gehörige Siedlungen. Westlich von Orito erreichen die letzten Ausläufer der Anden etwa 1000–2000 Höhenmeter. Der Hauptort von Orito liegt am Río Orito und hat eine Durchschnittstemperatur von 27 °C.
Die Hauptstadt Bogotá ist 500 km Luftlinie entfernt, die Großstadt Pasto im benachbarten Küstendepartamento Nariño etwa 100 km. Die Straße dorthin führt über die Nachbargemeinde Puerto Asís und über Mocoa, die Hauptstadt Putumayos.
Die Gemeinde grenzt im Norden an Villagarzón, im Osten an Puerto Caicedo und Puerto Asís, im Süden an Valle del Guamuez und im Westen an Pasto, Funes, Puerres, Córdoba und Ipiales in Nariño.

## Bevölkerung
Die Gemeinde Orito hat 57.774 Einwohner, von denen 26.893 im städtischen Teil (cabecera municipal) der Gemeinde leben (Stand: 2019).

## Geschichte
Das Gebiet der heutigen Gemeinde Orito wird schon seit vor der Ankunft der Spanier von den indigenen Völkern der Inga, Uitoto, Quillacinga und Kamsá bewohnt. Der heutige Ort entstand erst um 1963 rund um ein Erdölförderungsgebiet. Orito erhielt 1979 den Status einer Gemeinde.

## Wirtschaft
Die wichtigsten Wirtschaftszweige von Orito sind Landwirtschaft, Tierhaltung, Erdölförderung und Holzwirtschaft. Angebaut werden insbesondere Bananen, Maniok, Mais, Kartoffeln und Zuckerrohr für Panela. Das Öl wird über eine Ölpipeline nach Tumaco transportiert, von wo aus es exportiert wird.